# Synchlora tricoloraria
Synchlora tricoloraria là một loài bướm đêm trong họ Geometridae.